# Блейдън (окръг, Северна Каролина)
Окръг Блейдън (на английски: Bladen County) е окръг в щата Северна Каролина, Съединени американски щати. Площта му е 2297 km², а населението – 33 741 души (2016). Административен център е град Елизабеттаун.